# ある真夜中に
『ある真夜中に』（あるまよなかに）は、瀬戸内寂聴作詞、千原英喜作曲の合唱曲、また同曲を終曲とする合唱組曲である。混声四部版、女声三部版、男声三部版がある。さらに歌曲に編曲された版もある。

## 合唱曲
第73回（2006年度）NHK全国学校音楽コンクール高等学校の部課題曲。寂聴・千原とも同コンクールの課題曲を手掛けるのはこの曲が初めてである。
同年度のコンクールのテーマは「出会い」であり、寂聴は「愛との出逢いほど、その人の生涯を美しい想い出の花で飾るものはないだろう」とし、千原は「壮大なファンタジーとエロスに満ちた詩」「生きている人間と、霊、魂、あるいは天使といった精神的存在との、ちょっと不思議な『出会い』を作曲したもの」とする。
短いスパンで繰り出される、様々な表現の応酬は感動の応酬でもあり、スケールの大きな曲である。序奏部では女性を「花びら」、男性を「雪」に例えて、それぞれが何かを語りかけようとする。冒頭はペンタトニックを用いた無伴奏であるが、初演の指揮を担当した松下耕によればこの部分は「一見易しそうに見えるが、実際に歌ってみると、相当に難しい」ものであり、コンクール課題曲としてのふるい分けの性格が表れている。混声版では「花びら」の第1連は女声が主な主旋律、「雪」の第2連は男声が主な主旋律となっている。男声版・女声版では異性の感情を歌うことになるが、性別は語尾の変化に現れているにすぎず、松下は「異性、という意識をそれほど持たずに表現できる」「ジェンダーの差をあまり感じない」としている。主部では男女はひとしきり永遠の愛を恍惚と歌い、やがて花びらと雪は宇宙の闇の向こうに消えてゆく。ピアノの音型は「心臓の鼓動」を表したものであり、不協和音が多く使われている。転調の回数が11回とかなり多い。また演奏時間約5分は同コンクールの課題曲としては長大である。
寂聴は、「本当に純粋な愛とはプラトニックなものではないだろうか。それはまた死者と生者との永遠の愛にも似ている」とし、これは過去に恋愛において様々な経験をした寂聴だからこそ見つけた答えといえ、NHKの放送の中でも寂聴自身「不倫の詩」と話している。寂聴はNHKから作詞の依頼を受けた翌夜にはこの詩を書きあげてNHKに送ったという。

## 合唱組曲
課題曲としての「ある真夜中に」をもとに、同名の合唱組曲が編まれた。愛の四つの階梯「迷いと苦悩」「愛する幸せと感謝」「祈り」「時空を超えた愛」を四曲に託している。まず男声合唱版が2007年3月に初演され、次いで女声合唱版、混声合唱版も発表されている。2010年には歌曲版も発表されている。

### 合唱組曲の構成
全4楽章からなる。
1. 愛から悩みが生まれ
愛は突然に、我が身に雷のように落ちてくる。愛の高圧電流に打たれ、痺れ、身も心もどうすることも出来ない。愛欲の無限地獄でのたうち回る苦しさ、恐ろしさ-それだから愛する人をつくるのはおやめなさい。[4]
2. この星に生まれて
-あなたに、あなたに、あなたに出逢えたから、この星に、この星に、この星に生まれて良かった-。[4]
3. 寂庵の祈り
京都・嵯峨野の寂庵を訪れた人々と共に、寂聴先生はこの詩を唱和する。全ての人を愛し、皆の幸福と世界の平和を願って。[4]この曲はピアノ伴奏を省略して無伴奏での演奏も可能である。女声版は令和4年度全日本合唱コンクール課題曲。
4. ある真夜中に
この詩は無償の愛を謳っている。しかし私は思う。"あなた""私"は霊魂ゆえ、額も唇もなく、だから永遠にたどりつけないのではないだろうか。"あなた"は向こうの世界、時空の彼方から"私"に逢いにここに来て下さる。とすると、まさに至極のプラトニック・ラヴ、究極のエクスタシーだ。[4]

## 楽譜
課題曲単曲の楽譜はNHKからコンクールの年度にピース譜が出版された。
組曲の楽譜はいずれも全音楽譜出版社から出版されている。
- （混声版）ISBN 9784117192292
- （男声版）ISBN 9784117192308
- （女声版）ISBN 9784117192285
- （歌曲版）ISBN 9784117282269 - 「千原英喜歌曲集1」に収録。